# Абдуллаев, Камал Мехти оглы
Кама́л Мехти́ оглы Абдулла́ев (азерб. Kamal Mehdi oğlu Abdullayev), также известен как Кама́л Абдулла́ (азерб. Kamal Abdulla) (род. 4 декабря 1950 года, Баку, Азербайджанская ССР, СССР) — азербайджанский учёный, общественный деятель, писатель. Народный писатель Азербайджана (2019), Заслуженный деятель науки Азербайджана (1999), доктор филологических наук, профессор, действительный член НАНА.

## Биография
Родился в Баку 4 декабря 1950 года в семье интеллигентов. Отец — учитель, мать — врач. В 1968 году окончил среднюю школу № 190 г. Баку. 
В 1973 году окончил филологический факультет Азербайджанского государственного университета. 
В 1976 году окончил аспирантуру отдела «Тюркские языки» Института языкознания АН СССР. В январе 1977 года в Москве защитил кандидатскую диссертацию на тему «Синтаксический параллелизм» (на основе языка дастана «Китаби-Деде Коркуд»). В 1984 году защитил докторскую диссертацию на тему «Теоретические проблемы синтаксиса азербайджанского языка».
Круг научных интересов — языкознание, литература, тюркология, культуроведение.
Первый ректор Бакинского славянского университета (2000—2014). 
Государственный советник Азербайджана по межнациональным вопросам, вопросам мультикультурализма и религии (2014—2017).
Ректор Азербайджанского университета языков (c 1 июня 2017). 
Председатель Азербайджанского фонда культуры (Азербайджанский фонд творчества). 
Действительный почётный член Турецкого лингвистического общества. Действительный член (академик) Международной кадровой академии (Украина). 
Почётный доктор Московского государственного педагогического университета и Уральского федерального университета. 
Почётный профессор Полтавского университета экономики и торговли. 
Действительный член Международной академии тюркских исследований. 
Академик, действительный член Академии образовательных наук Грузии. 
Член Российского ПЕН-клуба (Москва).
Государственный советник первого класса.
С 1988 по 1990 год являлся первым заместителем председателя Азербайджанского фонда культуры (ныне Азербайджанский фонд творчества). В 1990 году избран председателем этого фонда. 19 ноября 2014 года назначен членом Попечительского совета Бакинского международного центра мультикультурализма. 28 ноября 2014 года на первом заседании названного совета избран его председателем.

## Научная деятельность
В период с 1977 по 1984 год являлся младшим научным сотрудником, старшим научным сотрудником и заведующим отделом отделения сравнительного исследования тюркских языков Института языкознания имени Насими Академии наук Азербайджанской ССР .
С 1983 года являлся автором и ведущим ежемесячных и еженедельных художественных и научно-публицистических телепередач «Азербайджанский язык», «Гошма», «Дэфине» («Кладезь»), «Тайна слова».
С 2011 по 2014 год являлся академиком-секретарём Отделения гуманитарных и общественных наук Национальной академии наук Азербайджана.
Автор исследований в области древней эпической литературы тюркских народов.
Выступал с лекциями в университетах различных стран: Колумбийском университете, Институте Гарримана (США); университете INALCO, Страсбургском университете (Франция); Майнцком университете (Германия); Московском государственном лингвистическом университете, Московском городском педагогическом университете, Институте языкознания РАН (Россия); университете «Улудаг» (Турция); Варшавском университете (Польша); Тбилисском государственном университете (Грузия); Папском Салезианском университете (Италия). 
Организатор и участник ряда международных симпозиумов, конференций и коллоквиумов прошедших в Грузии, России, Франции, Германии, Англии, Швеции, Греции, Италии.
В 2015 году совместно с профессором Э. Наджафовым составил учебные программы по курсам «Введение в мультикультурализм» (для бакалавриата) и «Азербайджанский мультикультурализм» (для магистратуры). Является одним из основных авторов и научным редактором (совместно с профессором Н. А. Наджафовым) учебника «Азербайджанский мультикультурализм».
Автор более 300 статей и свыше 20 монографий, учебников и учебных пособий.

## Педагогическая деятельность
В 1984—1987 годах заведовал кафедрой Общего и азербайджанского языкознания Азербайджанского института иностранных языков.
В 1990 году избран заведующим кафедрой общего и русского языкознания Азербайджанского педагогического института русского языка и литературы им М. Ф. Ахундова.
С 1993 по 2000 год заведовал кафедрой общего и азербайджанского языкознания Азербайджанского института иностранных языков.
С 1994 по 1995 год был профессором отделения турецкого языка и литературы Улудагского университета (Бурса, Турция).
В мае 2000 года назначен ректором Азербайджанского педагогического института русского языка и литературы им М. Ф. Ахундова. В июне 2000 года назначен на должность ректора вновь созданного на базе данного университета Бакинского славянского университета, которую занимал до февраля 2014 года.
В 2015 году преподавал курс «Азербайджановедение» в Азербайджанской дипломатической академии.
С 2017 года — ректор Азербайджанского университета языков.

## Творчество
В произведениях рассматриваются различные аспекты мировой литературы, освещаются малоизученные стороны как древних литератур, так и современного литературного процесса. Литературные беседы Камала Абдуллы, Салама Сарвана и Этимада Башкечида как о творчестве его самого, так и об актуальных и общеинтересных вопросах культуры и мировой литературы в 2011 году были опубликованы в виде отдельной книги под названием «Мгновения».
Художественные произведения Камала Абдуллы ˗ пьесы, рассказы, романы, эссе и стихотворения издаются в Азербайджане и за рубежом. Они переведены на турецкий, русский, грузинский, английский, французский, немецкий, испанский, польский, португальский, итальянский, украинский, финский, арабский, японский, черногорский, литовский, болгарский, казахский, кыргызский и другие языки. Его пьесы поставлены на сценах азербайджанских, грузинских и эстонских театров.
Изданы сборники рассказов. Несколько его книг, состоящих из стихотворений и драматургических произведений изданы на азербайджанском, русском и турецком языках.
Камал Абдулла автор книги «Тайны Серебряного века», где собраны избранные переводы русских поэтов Серебряного века (2001).
В книге под названием «Грустные избранные» (Баку, Мутарджим, 2002) собраны его эссе, стихи, рассказы, переводы и пьесы.
Роман «Неполная рукопись» издан в Баку в 2004 году, а в 2013 году он был переиздан. Этот роман имеет несколько зарубежных изданий: во Франции («Le Manuscrıt inachevé» Париж, L’Harmattan, 2005, повторное издание: 2013), в Турции («Eksik El yazması» Стамбул, Ötüken, 2006, повторное издание: 2014), в России (в книге «Романы» Москва, Художественная литература, 2006 года Московское издательство «Хроникёр» выпустило русский перевод романа. В 2013 году в сборнике «Романы» состоялось второе в России издание этого произведения, а в 2016 году то же издательство (Москва, художественная литература) включило его в сборник «Под сенью Карагача»), в Бразилии («O Manuscrito İnacabado» João Pessoa, İdeia, 2009), в Польше («Zagadkowy Rękopis» Торунь, 2009), в Египте («رلمخطوطالمبتو» Каир, 2012), в Америке («The Incomplete Manuscript» Хьюстон, 2013), в Казахстане («Толык емес колжазба» Астана, 2013), в Австрии («Das unvollständige manuscript» Вена, 2013), в Киргизии («Толук емес колжазма» Бишкек, 2014), в Италии («İl Manoscritto Incompleto» Рим, İoleggoperche, 2015), в Черногории («Nepotpuni rukopis» (Подгорица, 2015), в Японии (Сусейша, 2017).
Роман «Долина кудесников» («Sehrbazlar dərəsi»), посвящённый жизни суфийских дервишей, увидел свет в Баку в 2006 году, а затем под названием «Büyücüler deresi» вышел в Стамбуле в 2010 году. «Долина кудесников» в 2010 году вышел на русском языке в Москве, а затем вошёл в изданные в России сборники «Романы» (Москва, Художественная литература, 2013) и «Под сенью Карагача» (Москва, художественная литература, 2016). Под названием «Stebukladarių slėnis» роман вышел в Литве в 2013 году, в том же году под названием «Сикыршылар ангары» в Казахстане, во Франции («La vallée des magiciens») в Японии, в 2014 году в Иране, в 2015 году под названием «Valley of the sorcerers» ˗ в Соединённых Штатах Америки, позже под названием «La velle dei maghi» ˗ в Италии («Sandro Teti Editore», 2016), под названием «Cămpia Vrăjitorilor» ˗ в Румынии («Princeps Multimedia», 2019).
Роман «И некого забыть…» («Unutmağa kimsə yox…») издан в 2011 году в Баку(повторное издание: Баку, «Qanun», 2018). Роман «И некого забыть…» издан в 2015 году в Баку, издательство «Qanun» на русском языке, в книге «Под сенью Карагача» (Москва, художественная литература, 2016).
Повесть «Дневник без даты» («Tarixsiz gündəlik»), посвящённая школьным годам автора, издана в 2005 году. В 2007 году под названием «Дневник с заметками на полях» она вышла на русском языке в сборнике «Открывая друг друга». В 2007 году по инициативе Президента Фонда Гейдара Алиева Мехрибан ханум Алиевой «Дневник без даты» был включён в «Сборник произведений» («Əsərlər toplusu»). В том же году повесть вышла на болгарском языке в сборнике «Един към друг» под названием «Дневник с бележки в полетата».
В переводе на русский язык был издан сборник стихотворений и пьес «Господин дороги» (Москва, Риф Рой, 2004).
В 2009 году была опубликована книга «Рассказы» (Баку, Мутарджим), состоящая из 10 рассказов. В 2012 году опубликован сборник «Лабиринт» («Labirint» Баку, Ганун), включающий 17 рассказов. В 2014 году вышел сборник рассказов «Тайны времени» («Sirri-zəmanə» Баку, Мутарджим). В 2014 году в Москве вышли два сборника, состоявших из его написанных в последние годы рассказов: «Платон кажется заболел», в 2017 году ˗ «Время казни изменить нельзя» («Edam vaxtını dəyişmək olmaz» Баку). В 2018 году в Белграде, в издательстве «Verzal. D.o.o» был издан сборник рассказов «Platon se izgleda razboleo…».
В Азербайджане издан ряд книг, посвящённых творчеству Камала Абдуллы: Эльчин Сельджук. Тайна грусти; Асиф Гаджилы. Камал Абдулла: морфология выбора; Рустам Камал. Камал Абдулла: От Мифа к Письму. В Турции вышло исследование Мехмана Мусаоглы «Произведения Камала Абдуллы на турецком языке». В Румынии издана книга Людмилы Беженару «Камал Абдулла: Философия полноты». В России, Турции, Франции, Бразилии, Польше, Литве, Румынии, Казахстане, Кыргызстане и других странах опубликованы работы по его научному и художественному творчеству.

## Избранные произведения
В области филологии:
- «Проблемы синтаксиса простого предложения в азербайджанском языке», (Баку: Элм, 1983)
- «Теоретические проблемы синтаксиса в азербайджанском языке» (Bakı, Maarif, 1999, на азербайджанском языке)
- «Русский язык в Азербайджане» (в соавторстве с проф. И. Гамидовым)
- «Путешествие в языкознание или языкознание для неязыковедов» (Баку, 2010)
- «Сложные синтаксические целые в азербайджанском языке» (на азербайджанском языке, совместно с группой авторов, Баку, 2012)
- «Azərbaycanca danışaq» («Поговорим по-азербайджански» Париж, 2008; Бухарест, 2010; Будапешт, 2011, Абу-Даби, 2012).

В области литературоведения, литературной критики и эстетики:
- «Автор — произведение — читатель» (Bakı, Yazıçı, 1985, на азербайджанском языке)
- «Написанное до и после» (Bakı, Yazıçı, 1990)
- «Начало и конец пути» (Bakı, Azərbaycan Dövlət nəşriyyatı, 1993)
- «300 азербайджанцев» (Bakı, Mütərcim, 2007),
- «Мгновения»

Монографии по коркутоведению:
- «Gizli Dədə-Qorqud» (Баку, 1991- на азербайджанском языке)
- «Таинственный дастан, или Тайный Деде Коркуд — 2» (Баку, 1999 — на азербайджанском языке)
- «Тайный Деде Коркуд» (Баку, Мутарджим, 2006 — на русском языке)
- «От Мифа к Письму или Тайный Деде Коркуд» (Баку, 2009 — на азербайджанском языке)
- "Введение в поэтику «Китаби-Деде Коркуд» (Баку, RS Poliqraf, 2017 — на азербайджанском языке; Москва, Художественная литература, 2018 — на русском языке)
- «Тайный Деде Коркуд» переведён на турецкий язык и опубликован в Бурсе (Бурса, Ekin Basınevi, 1995) и Стамбуле (Стамбул, Ötükən Basınevi, 1995)
- «От Мифа к Письму, или Тайный Деде Коркуд» (Стамбул, Ötükən Basınevi, 2013).

Изданы «Лекции в Бакинском славянском университете» (Баку, Мутарджим, 2003 — на русском языке), вобравшие в себя прочитанные вместе с академиком А. Мирзаджанзаде лекции, посвящены вопросам литературы и поэтики.
Художественная литература:
Романы
- «И некого забыть…» («Unutmağa kimsə yox…»), 1995
- «Неполная рукопись» («Yarımçıq əlyazma»), 2004
- «Дневник без даты» («Tarixsiz gündəlik»), 2005
- «Долина кудесников» («Sehrbazlar dərəsi»), 2006
- «Приключения тайн» («Sirlərin sərgüzəşti»), 2021
- «Laokoon… Laokoon», 2021

Иные произведения
- «Дух» («Ruh»), 1997
- «Раз, два, три, четыре, пять — я иду искать…» («Bir, iki, bizimki!»), 2003
- «Шпион» («Casus»), 2004
- «Все мои печали», 2009

Стихотворения
- «Странно, не так ли?!» («Qəribədi, deyilmi?!»), 1998
- «Цветение граната» («Nar çiçəkləri»), 2014.

## Награды
- Заслуженный деятель науки Азербайджана (9 декабря 1999 года) — за заслуги в исследовании эпоса «Китаби-Деде Коркуд», который является одним из важных историко-культурных памятников азербайджанского народа[3];
- Медаль «В память 300-летия Санкт-Петербурга» (2003 год, Россия)[4];
- Памятная медаль Института восточных языков и цивилизаций Франции (2006 год, Франция)[5];
- Медаль Пушкина (29 ноября 2007 года, Россия) — за большой вклад в распространение, изучение русского языка и сохранение культурного наследия, сближение и взаимообогащение культур наций и народностей[6];
- Лауреат литературной премии «Хумай» (2007);
- Премия «525-й газеты» «Роман года» (2007);
- «Лучший литератор года» (признан Мониторинговой группой) (2007);
- Бронзовая Медаль «За заслуги в культуре Gloria Artis» (24 ноября 2008 года, Польша)[7];
- Премия Турецко-азиатского центра (2009)[8];
- Медаль Карела Крамаржа (2009, Правительство Чехии) — за особый вклад в развитие отношений между Чехией и Азербайджаном;
- Кавалер ордена Заслуг перед Республикой Польша (2009, Польша)[9];
- Специальный диплом Министерства иностранных дел Польши (2009) — за особые заслуги в области формирования положительного образа Польши;
- «Национальная премия Деде Коркуд» Национального Фонда Деде Коркуда (2010);
- Золотая медаль «Сын Отечества» международного журнала «Азербайджанский мир» (2010);
- По итогам III Национального литературного конкурса Насими за роман «Неполная рукопись» удостоен литературной премии «Литературное произведение последних 10 лет» (2010);
- в Тебризе на 5-м конгрессе Союза университетов Кавказа был удостоен награды «За научную деятельность» (21 мая 2015 года);
- Роман Камала Абдуллы «Неполная рукопись» получил высокую оценку одного из крупнейших фондов, действующих в Италии — Фонда Рикардо Танатурри. Роман был удостоен специального литературного приза Сканно («Skanoprize»), учреждённого фондом (21 сентября 2015 года);
- Орден «Слава» (3 декабря 2015 года) — за плодотворную деятельность в области образования в Азербайджанской Республике[10];
- Книга рассказов «Платон, кажется, заболел…», изданная в 2016 года известным российским издательством «Художественная литература», удостоена высокой награды «Золотой Дельвиг», вручаемой за достижения в области литературы (2016);
- Персональная пенсия Президента Азербайджанской Республики (3 октября 2017 года) — за многолетнюю плодотворную деятельность в области образования в Азербайджане[11];
- Региональным агентством по отбору самых талантливых людей в Восточной Европе и издаваемым им журналом «Euromanager» Камал Абдулла был удостоен награды «За заслуги по продвижению мультикультурализма в Европейском регионе, страдающем от таких проблем современного мира, как религиозная, расовая или этническая дискриминация» (2017);
- Почётный знак Синей ленты (25 мая 2019 года, Софийский университет, Болгария)[12];
- Народный писатель Азербайджана (25 мая 2019 года) — за заслуги в развитии азербайджанской культуры[13];
- По результатам социального опроса был признан «Лучшим ректором 2018—2019 учебного года»;
- Юбилейная медаль «100-летие Азербайджанской Демократической Республики (1918—2018)» (10 июля 2019 года);
- Юбилейная медаль «100-летие органов дипломатической службы Азербайджана (1919—2019)» (19 июля 2019 года, Министерство иностранных дел Азербайджанской Республики).
- Офицерский крест ордена Заслуг (13 сентября 2019 года, Венгрия).
- Орден «Честь» (30 декабря 2020 года) — за большие заслуги в развитии науки и образования в Азербайджанской Республике[14]